# Phenacopsyche larvalis
Phenacopsyche larvalis là một loài Trichoptera hóa thạch trong họ Odontoceridae.